# وضع الصيانة
وضع الصيانة في عالم تطوير برامج الحاسوب نقطة في حياة البرنامج عندما يصل إلى جميع أهدافه ويعتبر مكتملا وخاليا من الأخطاء. وبذلك يعود تطويره المستمر بلا لزوم إلا لإصلاح الأخطاء  أو الثغرات الأمنية. وكثير ما يكون وضع الصيانة مقدمة للتخلي عن البرنامج.